# Fytolit

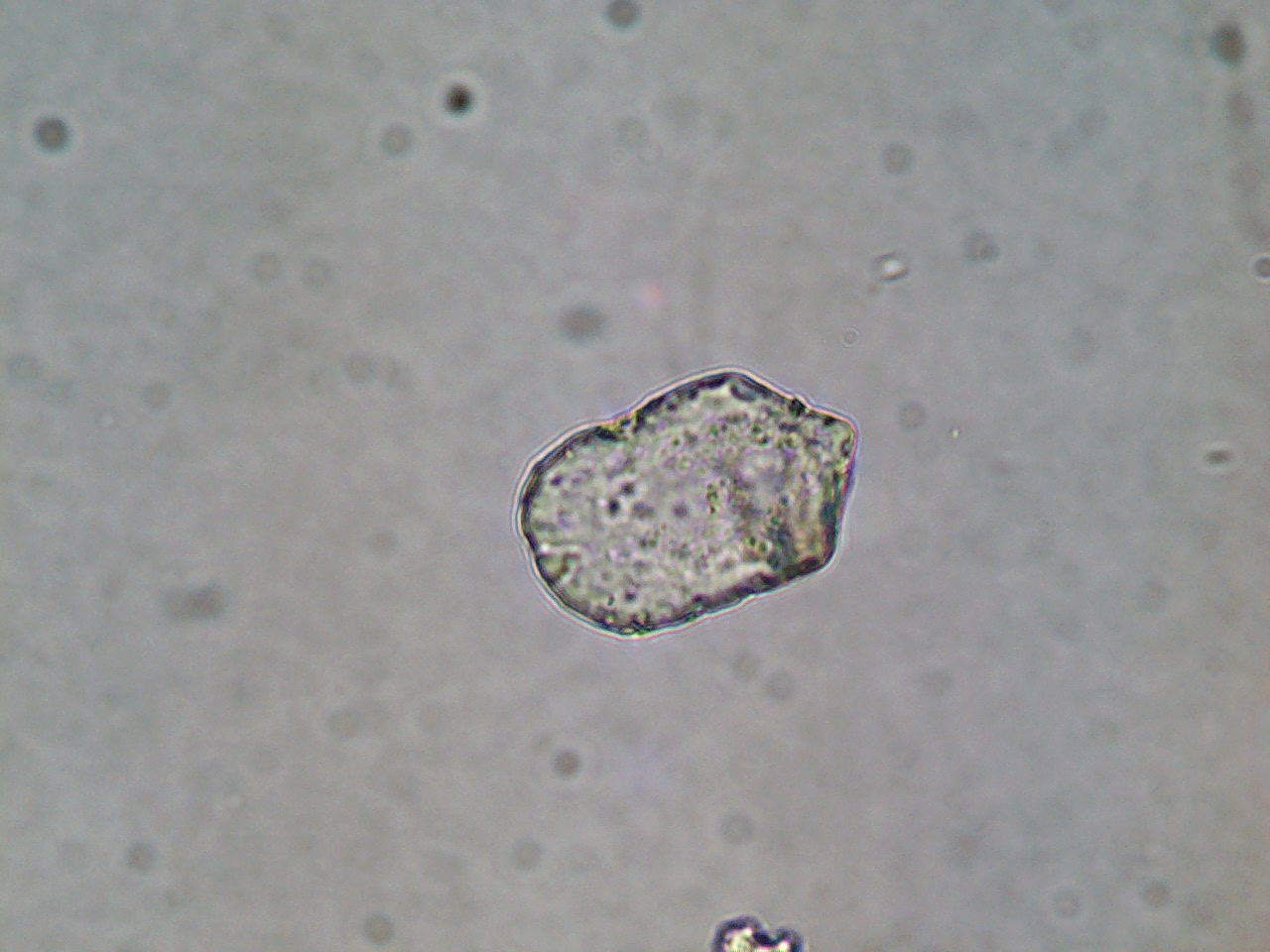
Fytolit

Vissa växter, såsom fräkenväxter och vissa enhjärtbladiga växter (gräs, inklusive bambu) bildar fytoliter, små kristaller av kiseldioxid (SiO2) i sina celler. Kemiskt påminner de om opaler. Funktionen är troligen strukturell och som beståndsdel i ett yttre skyddslager (epidermis). Fytoliterna bryts inte ner utan bildar fossil. Då strukturen av dem skiljer sig mellan arter kan de vara ett viktigt hjälpmedel, till exempel för att bedöma vilka sorts växter utdöda djur åt. Närvaron av kiseloxid är ett stort problem vid kemisk massatillverkning av bambu och andra fiberråvaror. Kiseloxid och fytoliter förekommer däremot sällan hos tvåhjärtbadiga örter.